# НОВА (партія)
НОВА — консервативна партія в Словаччині.

## Історія
Партія була створена 2 вересня 2012 року Даніелом Ліпшичем і Яною Житнянською, представниками Парламента Словаччини, які раніше вийшли з Християнсько-демократичного руху (KDH).  Даніел Ліпшич, який також був віце-президентом своєї колишньої партії, був обраний президентом нової. Вони представляють консервативну фракцію партії. У травні 2013 року п'ять представників Свободи і солідарності (SaS) Йозеф Коллар, Юрай Дроба, Даніел Крайцер, Юрай Мішков і Мартін Хрен покинули партію і приєдналися до НОВИ. Вони представляють ліберальну фракцію партії. 
На виборах до Європейського Парламенту 2014 року, НОВА вийшла на п'яте місце, отримавши 6,83% голосів і обравши 1  депутата Європарламенту. >
На парламентських виборах 2016 року NOVA висунула своїх кандидатів в загальний список з партією Звичайні люди та незалежні особистості, з яких двоє були обрані.